# New Road (cricket)
Pour les articles homonymes, voir County Ground et New Road.
Le County Ground, situé à New Road (et souvent désigné par ce nom), à Worcester en Angleterre, est le stade de cricket du Worcestershire County Cricket Club. Il est utilisé depuis 1896.

## Situation
New Road est situé à proximité de la cathédrale de Worcester et du centre-ville de Worcester, au bord de la rivière Severn.

## Capacité
Le stade a une capacité de 4 500 places.

## Historique
Le Worcestershire County Cricket Club est fondé en 1865. Il utilise à partir de cette date un terrain appelé Boughton Park. En 1896, Paul Foley, le secrétaire du club, fait déménager le club à New Road pour qu'il dispose d'un espace plus grand et situé plus proche du centre-ville de Worcester. C'est lui qui finance la location du terrain. Le Worcestershire CCC l'achète 30 000 £ en 1976 alors qu'il fait partie jusqu'alors au domaine de la  cathédrale de Worcester.
Tom Graveney, Glenn Turner et Graeme Hick, trois joueurs du Worcestershire, ont chacun atteint leur centième century en cricket « first-class » sur ce terrain, respectivement en 1964, 1982 et 1998.
Trois matchs internationaux au format One-day International (ODI) se tiennent à New Road entre 1983 et 1999. Le premier, lors de la Coupe du monde 1983, voit les Indes occidentales gagner contre le Zimbabwe ; les deux derniers, lors de la Coupe du monde 1999, sont l'occasion de victoires de l'Australie contre l'Écosse et du Sri Lanka contre le Zimbabwe. New Road est également le théâtre de plusieurs test-matchs et d'un ODI de l'équipe d'Angleterre féminine,.
Sa situation, près de la rivière Severn, fait que le terrain est fréquemment inondé, généralement l'hiver. 135 inondations sont recensées entre 1899 et 2007, dont neuf pendant la saison sportive. Deux de ces inondations ont lieu en juin puis juillet 2007, obligeant le club à jouer ses matchs ailleurs pour le reste de la saison. Les pertes totales pour le Worcestershire s'élèvent à plus d'un million de livres sterling, somme qui inclut le nettoyage du terrain, des recettes qui n'ont pas pu être réalisées et les coûts liés à des déplacements additionnels.
La tribune « Basil D'Oliveira » est inaugurée en 2004, tandis qu'un nouveau pavillon, qui porte le nom de Graeme Hick, est ouvert en 2009.

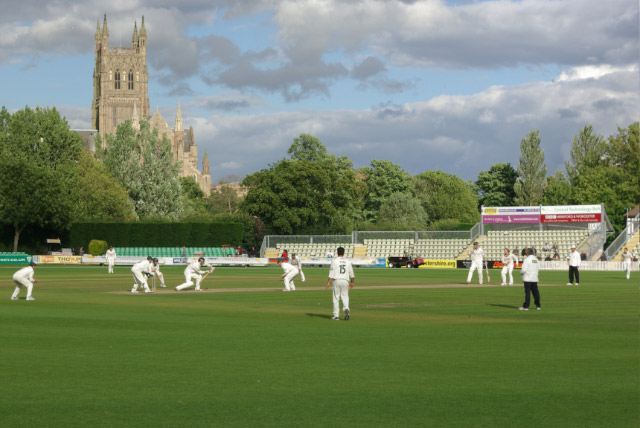
New Road est situé à proximité de la cathédrale de Worcester, ici en arrière-plan.
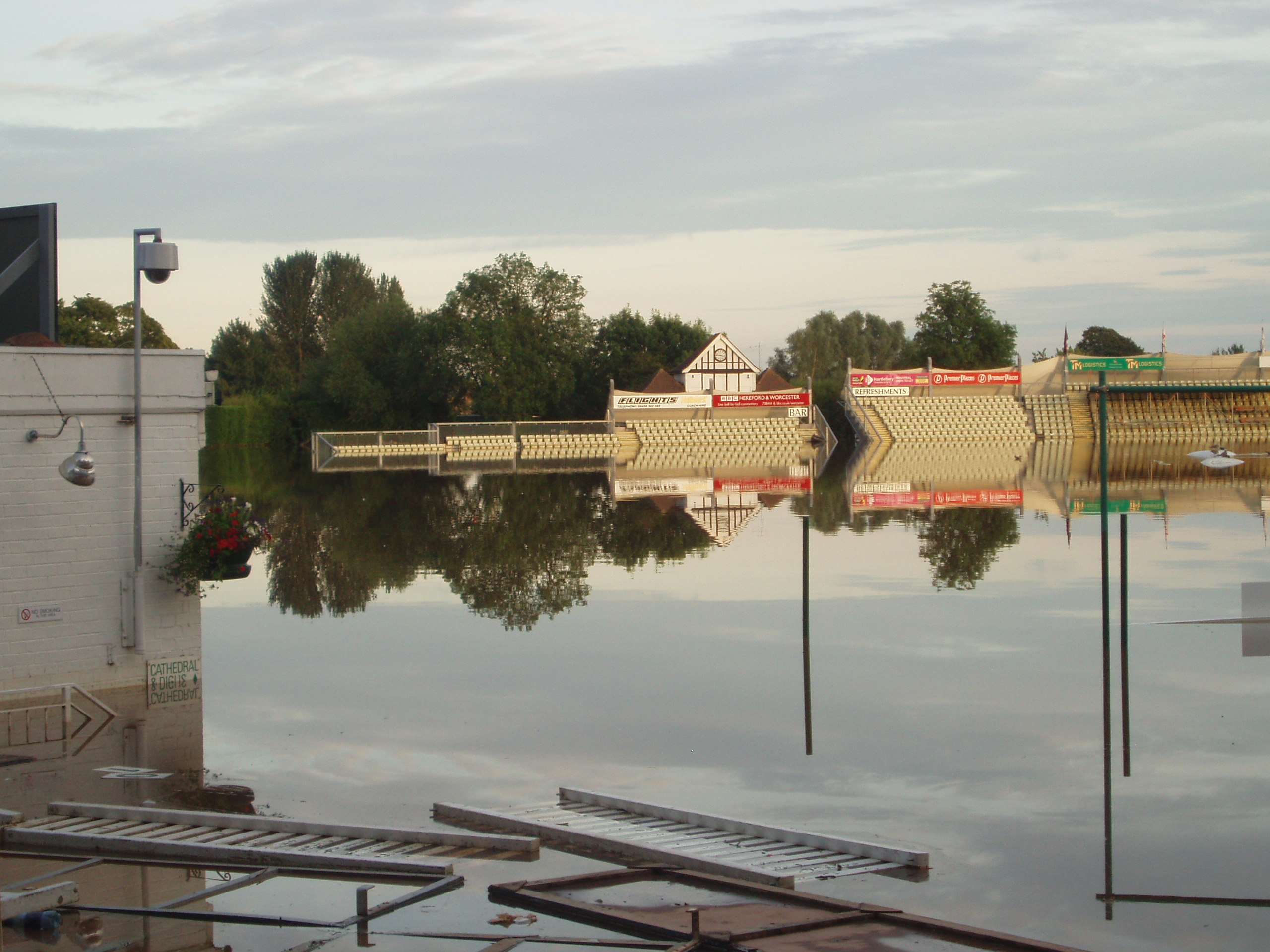
Le terrain de New Road est fréquemment inondé, parfois durant la saison sportive, comme ici en 2007.